# Membrolles
Membrolles és un municipi francès, situat al departament del Loir i Cher i a la regió de Centre – Vall del Loira. L'any 2007 tenia 237 habitants.

## Demografia

### Població
El 2007 la població de fet de Membrolles era de 237 persones. Hi havia 97 famílies, de les quals 22 eren unipersonals (11 homes vivint sols i 11 dones vivint soles), 47 parelles sense fills, 21 parelles amb fills i 7 famílies monoparentals amb fills.
La població ha evolucionat segons el següent gràfic:
Habitants censats

### Habitatges
El 2007 hi havia 157 habitatges, 103 eren l'habitatge principal de la família, 31 eren segones residències i 22 estaven desocupats. 156 eren cases i 1 era un apartament. Dels 103 habitatges principals, 97 estaven ocupats pels seus propietaris i 6 estaven llogats i ocupats pels llogaters; 9 tenien dues cambres, 20 en tenien tres, 31 en tenien quatre i 43 en tenien cinc o més. 84 habitatges disposaven pel capbaix d'una plaça de pàrquing. A 45 habitatges hi havia un automòbil i a 50 n'hi havia dos o més.

### Piràmide de població
La piràmide de població per edats i sexe el 2009 era:
| Homes | Edats   | Dones |
| ----- | ------- | ----- |
| 0     | 95 o +  | 0     |
| 0     | 90 a 94 | 0     |
| 0     | 85 a 89 | 4     |
| 4     | 80 a 84 | 0     |
| 4     | 75 a 79 | 8     |
| 16    | 70 a 74 | 12    |
| 12    | 65 a 69 | 20    |
| 4     | 60 a 64 | 8     |
| 0     | 55 a 59 | 4     |
| 8     | 50 a 54 | 4     |
| 4     | 45 a 49 | 4     |
| 8     | 40 a 44 | 12    |
| 8     | 35 a 39 | 4     |
| 4     | 30 a 34 | 0     |
| 0     | 25 a 29 | 4     |
| 0     | 20 a 24 | 8     |
| 28    | 15 a 19 | 12    |
| 0     | 10 a 14 | 4     |
| 12    | 5 a 9   | 0     |
| 4     | 0 a 4   | 0     |

## Economia
El 2007 la població en edat de treballar era de 134 persones, 104 eren actives i 30 eren inactives. De les 104 persones actives 97 estaven ocupades (52 homes i 45 dones) i 8 estaven aturades (4 homes i 4 dones). De les 30 persones inactives 14 estaven jubilades, 10 estaven estudiant i 6 estaven classificades com a «altres inactius».

### Ingressos
El 2009 a Membrolles hi havia 112 unitats fiscals que integraven 265 persones, la mediana anual d'ingressos fiscals per persona era de 17.613 €.

### Activitats econòmiques
Dels 8 establiments que hi havia el 2007, 1 era d'una empresa de construcció, 3 d'empreses de comerç i reparació d'automòbils, 1 d'una empresa d'informació i comunicació, 1 d'una empresa de serveis, 1 d'una entitat de l'administració pública i 1 d'una empresa classificada com a «altres activitats de serveis».
L'únic servei als particulars que hi havia el 2009 era una fusteria.
L'únic establiment comercial que hi havia el 2009 era una botiga de menys de 120 m².
L'any 2000 a Membrolles hi havia 18 explotacions agrícoles que ocupaven un total de 1.452 hectàrees.

## Poblacions més properes
El següent diagrama mostra les poblacions més properes.